# Kyle Phillips
Kyle Ray Phillips (né le 3 avril 1984 à San Diego, Californie, États-Unis) est un receveur des Ligues majeures de baseball jouant pour les Blue Jays de Toronto.

## Carrière
Kyle Phillips est drafté en 2002. Il est un choix de 10e ronde des Twins du Minnesota, avec qui il amorce immédiatement sa carrière professionnelle en ligues mineures. Il y joue quatre années sans obtenir de chance avec les Twins. Devenu agent libre, il joue en ligues mineures dans l'organisation des Brewers de Milwaukee en 2006 avant de rejoindre l'année suivante un club-école des Blue Jays de Toronto. Ces derniers lui offrent sa première chance dans le baseball majeur et il dispute sa première partie dans l'uniforme torontois le 14 septembre 2009. À son premier match, il réussit son premier coup sûr au plus haut niveau, face au lanceur des Tigers de Detroit Justin Verlander. Phillips joue cinq parties pour les Blue Jays en fin de saison 2009 et frappe cinq coups sûrs en 18 présences au bâton, pour une moyenne de ,278. Trois de ses cinq coups sûrs sont des doubles et il totalise de plus deux points produits.
Malgré un nouveau contrat signé avec les Jays à l'automne 2009, Phillips passe la saison 2010 dans les mineures. Le 25 juin, Toronto le transfère aux Padres de San Diego. C'est en mai 2011 que Phillips obtient une première chance de se faire valoir avec les Padres. Le 30 mai 2011, il frappe son premier circuit dans le baseball majeur. Le coup réussi en 10e manche face au lanceur George Sherrill des Braves d'Atlanta permet aux Padres de gagner le match 3-2. Il frappe deux circuits et produit 10 points en 36 matchs pour les Padres en 2011.
Il signe un nouveau contrat et retourne chez les Blue Jays le 27 janvier 2012.

## Vie personnelle
Kyle Phillips est vendeur de Cadillac d'occasion durant l'hiver dans la région de San Diego.
Son frère Jason Phillips, de près de sept ans son aîné, est aussi un receveur de baseball qui joue dans la Ligue majeure de 2001 à 2007 pour les Mets, les Dodgers et les Blue Jays.